# Pivní sýr
Pivní sýr, německy Weisslacker, známý také jako bierkäse, je druh sýra z kravského mléka, který vznikl v Německu a je obvyklý i v české kuchyni.
Ve Spojených státech má tradici zejména ve Wisconsinu. Jde o zrající sýr se soleným povrchem. Dozrává po dobu sedmi měsíců ve velmi vlhkých podmínkách. Má podobný, silný, zápach jako Limburský sýr, ale paradoxně dosti jemnou chuť. Jí se většinou s pivem, někdy se do piva při konzumaci i namáčí. Odtud i jeho jméno. Často bývá servírován rovněž s nakrájenou cibulí. Je rovněž podáván s různými druhy chleba, polévek a dipů. V Evropské unii jsou názvy Weißlacker a Allgäuer Weißlacker chráněnými označeními.